# Diaková
Diaková je obec na Slovensku v okrese Martin.

## Poloha
Obec se nachází u obce Dražkovce, 4 kilometry východně od okresního města Martin.

## Historie
První písemná zmínka o obci pochází z roku 1348. Obec patřila šlechtickému rodu Révaiovců.
V současnosti je v obci postaveno přes 75 rodinných domů.

## Obyvatelstvo
| Rok            | 1869 | 1880 | 1890 | 1900 | 1910 | 1921 | 1930 | 1950 | 1961 | 1970 | 1980 | 1991 | 2001 |
| Počet obyvatel | 137  | 136  | 134  | 132  | 101  | 98   | 109  | 102  | 131  | 151  | 208  | 209  | 232  |
| Počet domů     |      | 22   | 21   | 20   | 21   | 18   | 18   | 20   | 27   | 34   |      | 52   | 61   |

Počet obyvatel v obci ovlivnil mor, který zasáhl obec v roce 1875 (zemřelo 25 lidí), a také emigrace obyvatel do USA v letech 1900 až 1910.